# 제니퍼 일리
제니퍼 일리(Jennifer Ehle, 영어 발음: /ˈiːli/,1969년 12월 29일 ~ )는 미국과 영국의 배우이다. 토니상과 영국 아카데미 텔레비전상 수상자이며, 로런스 올리비에상 후보에 한 차례 올랐다.

## 출연 작품

### 영화
- 파라다이스 로드 (1997)
- 선샤인 (1999)
- 그레이티스트 (2009)
- 킹스 스피치 (2010) - 머틀 로그 역
- 컨테이젼 (2011) - 앨리 헥스톨 역
- 킹메이커 (2011) - 신디 모리스 역
- 기프티드 맨 - 애나 폴 역
- 제로 다크 서티 (2012) - 제시카 역
- 러브, 마릴린 (2012, Love, Marilyn) - 본인 (다큐멘터리)
- 로보캅 (2014) - 리즈 클라인 역
- 더 포저 (2014) - 킴 커터 역
- 블루밍 러브 (2014)
- 그레이의 50가지 그림자 (2015)
  - 50가지 그림자: 심연 (2017)
  - 50가지 그림자: 해방 (2018)
- 리틀 맨 (2016)
- PMC: 더 벙커 (2018)
- 카메론 포스트의 잘못된 교육 (2018) - 리디아 마시 역
- 몬스터 (2018, Monster)
- 더 울프 아워 (2019)
- 프로페서 앤 매드맨 (2019) - 에이다 머리 역
- Beneath the Blue Suburban Skies (2019)
- 세인트 모드 (2019)
- 그녀가 말했다 (2022)

### 텔레비전
- 오만과 편견 (1995)
- 기프티드 맨 (2011-12)
- 블랙리스트 (2014-15)
- 루밍 타워 (2018)
- 코미 룰: FBI 폭로 스캔들 (2020)
- 굿 파이트 (2022)